# Kumšak
Il Kumšak (in russo Кумшак?) è un fiume della Russia europea, affluente di destra del Don. Scorre nell'oblast di Rostov.

## Descrizione
Il fiume ha origine sullo spartiacque tra la Bystraja e la Cimla, nel distretto Morozovskij. Scorre prima verso sud-est, poi gira a sud e infine riprende verso sud-est. Il canale del fiume è molto tortuoso. Sfocia a 327 km dalla foce del Don (nel canale Suchaja parallelo al fiume) a sud della città di Cimljansk, nel distretto Cimljanskij. Ha una lunghezza di 121 km; l'area del suo bacino è di 759 km².